# بایلن
بایلِن (به اسپانیایی: Bailén) یکی از دهستان‌های استان خائن در کشور اسپانیا است. این شهر با مساحت ۱۱۷٫۶ کیلومتر مربع، ۱۸۷۲۵تن جمعیت دارد.

## تاریخچه
این دهستان در سال ۱۸۰۸ محل چندین نبرد در زمان جنگ شبه جزیره بود که حاصل آنها شکست کنت دوپُن (Pierre Dupont) بوسیله نخستین دوک بایلِن، فرانسیسکو خاویر کاستانیوس (Francisco Javier Castaños) بود.
در این دهستان صومعه‌ای وجود دارد که از سال ۷۲۹ میلادی باقی مانده‌است.